# Ornella Havyarimana
Ornella Havyarimana, née le 1er septembre 1994, est une boxeuse burundaise qui a participé aux Jeux olympiques de Tokyo dans la catégorie des poids mouches.

## Biographie
En 2013, à l'âge de 15 ans, Ornella Havyarimana découvre la boxe anglaise à la télévision et se passionne pour ce sport. Lorsqu’elle rencontre des entraîneurs de boxe, elle leur demande d'intégrer leur club et est accueillie avec bienveillance. Dès ses débuts comme boxeuse, les parents d'Ornella Havyarimana, opposés à ce qu’elle combatte, lui donne un ultimatum entre continuer son sport et continuer de vivre chez eux,. La sportive opte pour son sport et quitte le domicile familial pour aller habiter chez sa grand-mère. Elle est forcée de quitter l’école peu de temps après, son père ayant arrêté de payer ses frais de scolarité. Une séparation qui va durer près de deux ans.
En 2020, Ornella Havyarimana devient la première boxeuse à représenter le Burundi aux Jeux olympiques. Porte-drapeau de son pays lors de la cérémonie d'ouverture, elle est battue lors de son premier combat de la compétition par la Serbe Nina Radovanovic sur une décision unanime des juges.
Elle est médaillée d'argent dans la catégorie des moins de 52 kg aux Championnats d'Afrique de boxe amateur 2022 à Maputo, s'inclinant en finale face à la Camerounaise Reine Laure Ngoune.